# Batiza

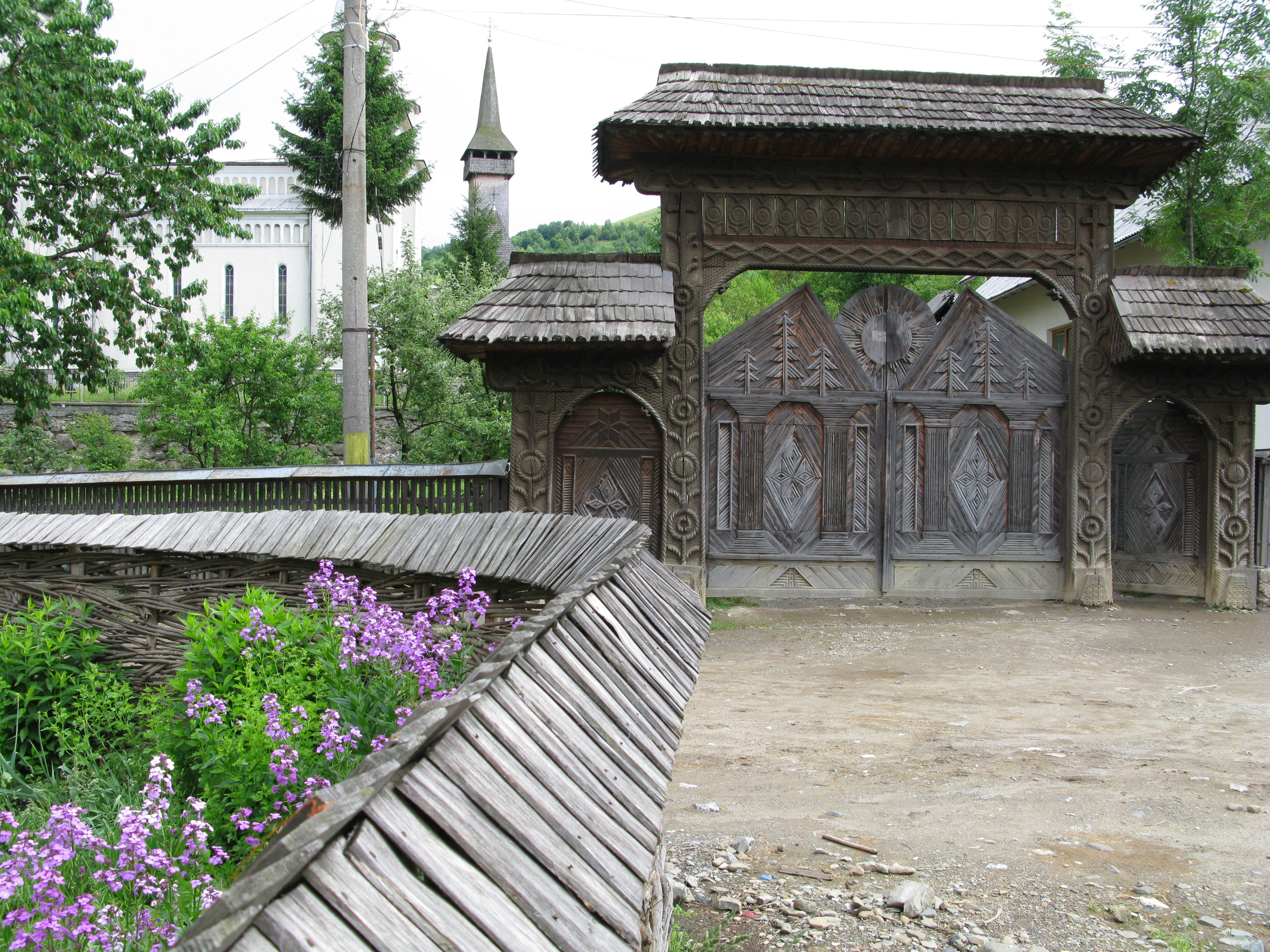
Faragott máramarosi kapu

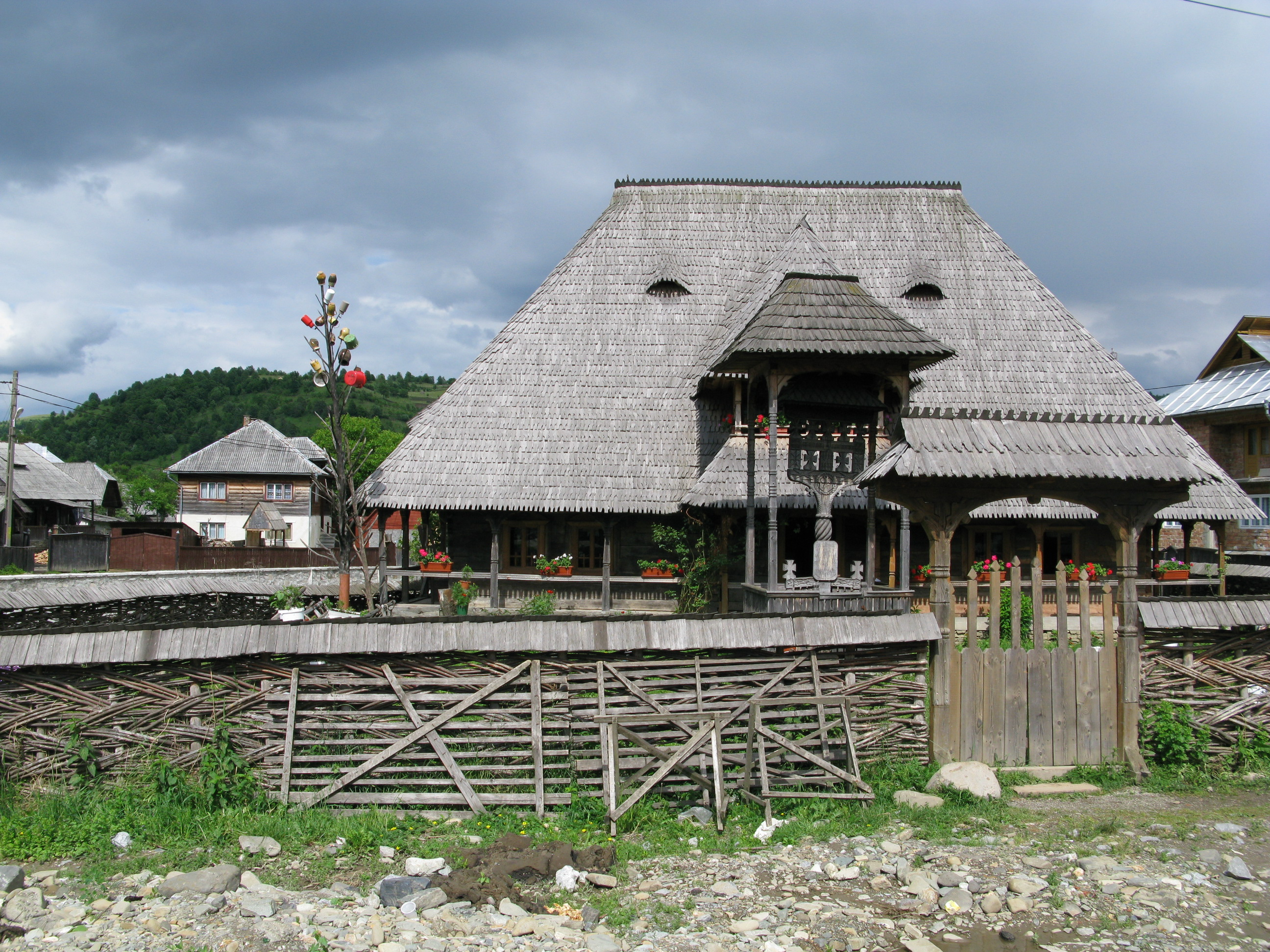
Paplak

Batiza (románul: Botiza, jiddisül  בוטיזה) falu Romániában, Máramaros megyében, a történeti Máramarosban.

## Fekvése
Máramarosszigettől 47 kilométerre délkeletre, a Lápos-hegység lábánál fekszik.

## Nevének eredete
A Batiz személynévből keletkezett. Először 1373-ban Batizhaza, majd 1385-ben Pottis villa, 1411-ben Bathyz, 1431-ben Votizhaza és Vantizhaza, 1453-ban pedig Bathyza alakban írták.

## Története
1385-ben Bogdán testvére, Juga utódai birtokolták. 1411-ben Luxemburgi Zsigmond a Dolhai család tagjainak adományozta, de a későbbiekben helyi kisnemesekkel kellett osztozniuk birtokán. További története folyamán Máramaros vármegyei román jobbágyfalu volt. 1473-ban Drágffy Miklós, 1480-ban Drágffy Bertalan tulajdona volt.
1786-ban a Teleki és a Patay család birtoka volt, lakossága részben még ortodox, részben már görögkatolikus vallású. Lakói zsindelyt készítettek. 1848-ban görögkatolikus papja, a rozávlyai születésű Vasile Popp (Papp Bazil) nemzetőrtisztként szolgált.
Az 1890-es években a budapesti Schultz és Polák cég négy fűrészüzemet létesített határában. Az üzemek mellé több száz román, zsidó és magyar munkás települt be.
Az 1860-as években határában ezüstbánya működött, 1867-ben tizenhét bányásszal. Cinkbányáját 1898 után nyitották, 1905-ben az Ungarische Zinkhütten und Erzbergbau Gewerkschaft nevű német vállalat vásárolta meg.
1995-ig községéhez tartozott Sajópolyána.
1880-ban 1084 lakosából 973 volt román és 55 német (jiddis) anyanyelvű; 940 görögkatolikus, 55 zsidó és 14 református vallású.
2002-ben 2964 lakosából 2960 volt román nemzetiségű; 2867 ortodox és 91 görögkatolikus vallású.

## Nevezetességei
- Ortodox fatemploma 1699-ben Felsővisón épült, és 1899-ben állították föl a faluban. Ezután festette ki belsejét a mikolai Dionisie Iuga és leánya, Aurelia.
- A görögkatolikus fatemplom 1827 körül, az ortodox kőtemplom 1975-ben épült.
- A falutól északnyugatra, a Sasul patak felett 1993-ban kezdték meg egy nagyszabású ortodox kolostor építését, amelyhez több fatemplom is kapcsolódik. Búcsúját június 26-án tartják.
- Bóros–kenes–szén-dioxidos gyógyfürdő.
- A Pietrele de Var határrészen kisebb barlangok és egy tíz méter mély zsomboly a gipszes kőzetben.
- A használaton kívüli cinkbánya.
- Gyapjúmosók és egy vízimalom.
- Három vasas, egy kénes és egy sós ásványvízforrás.
- Falvédők, szőnyegek és törülközők szövése.
- 1997-től itt, Farkasréven és Jódon rendezik meg a Maramuzical népzenei fesztivált.
- „Négy batizai szép lány” népművészeti fesztivál (évente, augusztus 25. és 27. között).
- Faluturizmus, kb. negyven panzió

## Testvértelepülései
- Aknaszlatina, Ukrajna
- Szaplonca, Románia

## Képek

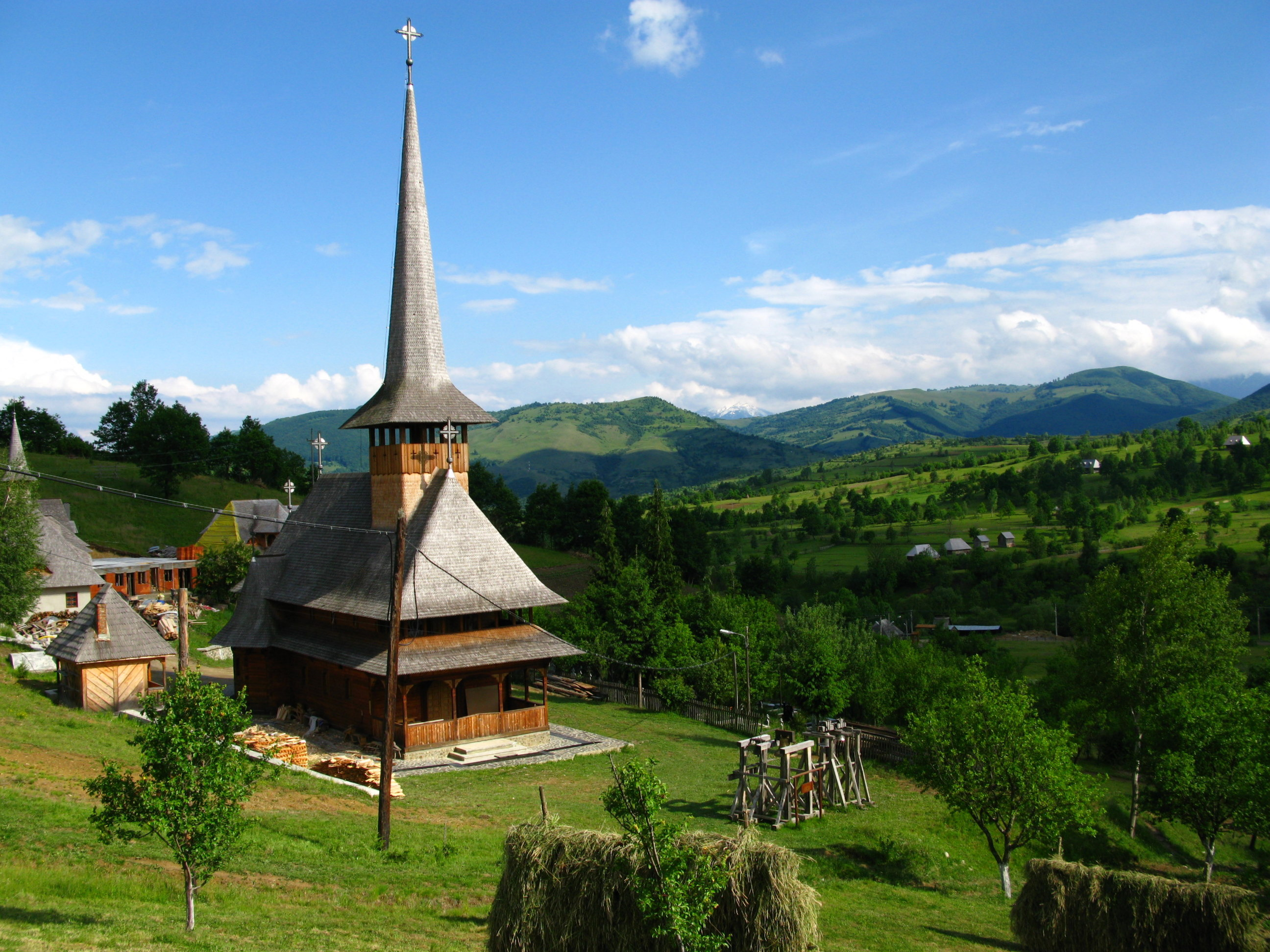
A kolostor
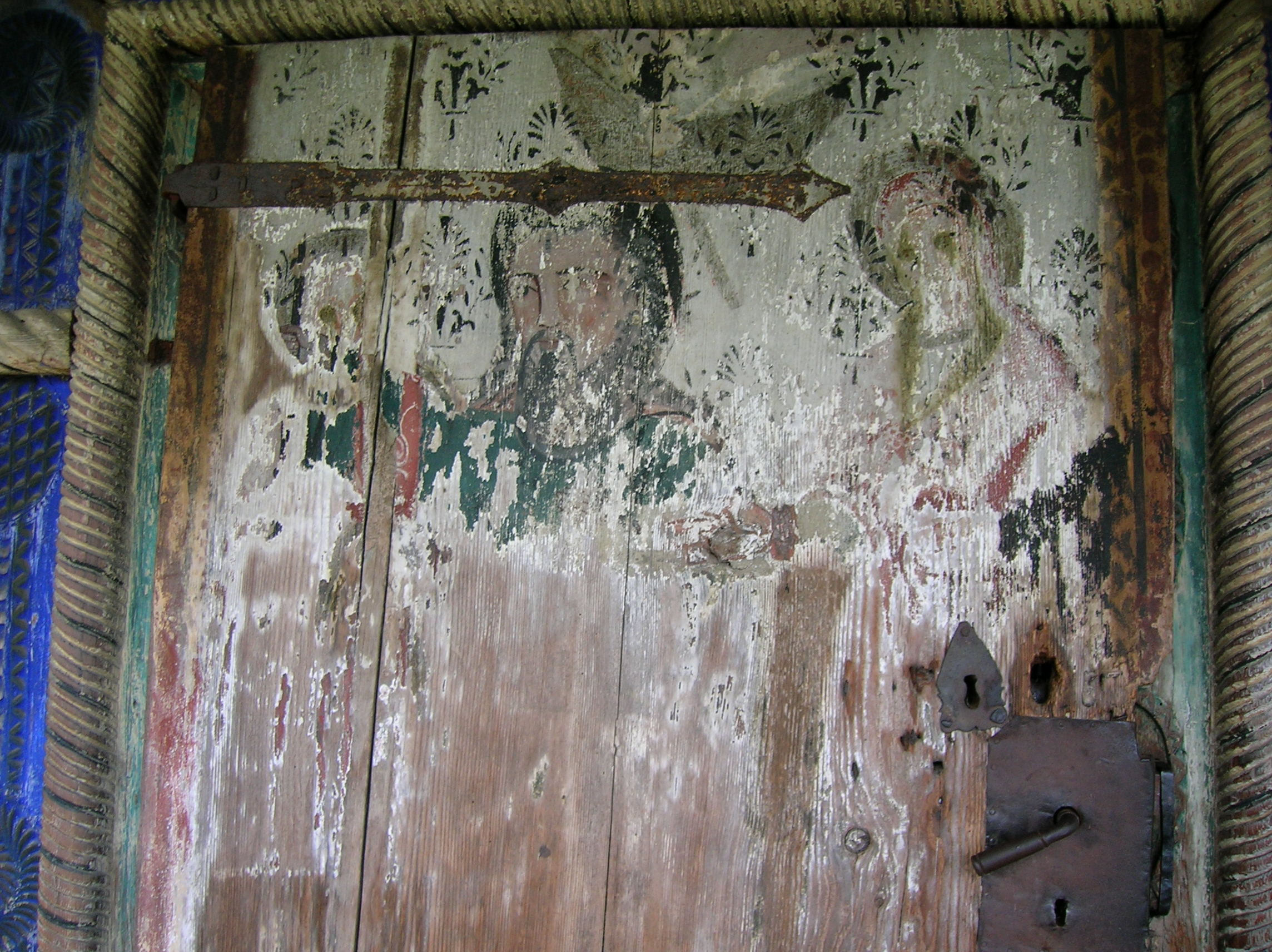
Jézus és Szűz Mária az ortodox fatemplom ajtaján